# Spike Island (Irland)
Spike Island (irisch: Inis Píc) ist eine 103 Hektar große Insel am Eingang der Bucht von Cork im County Cork, im Südwesten der Republik Irland. Ursprünglich wurde die Insel als Kloster genutzt. Aufgrund ihrer strategisch günstigen Lage wurde dann im 18. Jahrhundert auf dem Eiland ein Fort zum Schutz von Cork errichtet. Das Sternfort wurde später als Gefängnis bzw. Besserungsanstalt genutzt und ist heute eine lokale Touristenattraktion.

## Geschichte
Im 7. Jahrhundert wurde auf der Insel ein Kloster gegründet, später diente Spike als Unterschlupf für Schmuggler.
Ihre strategisch günstige Lage am Eingang des Hafens von Cork zeigte sich vor allem bei der brutalen Unterwerfung Irlands durch Oliver Cromwell im Rahmen der Glorious Revolution. 1779 wurde die Insel schließlich von der englischen Regierung aufgekauft und Charles Vallancey errichtete hier das mit Kasemattgeschützen bewehrte Fort Westmoreland.

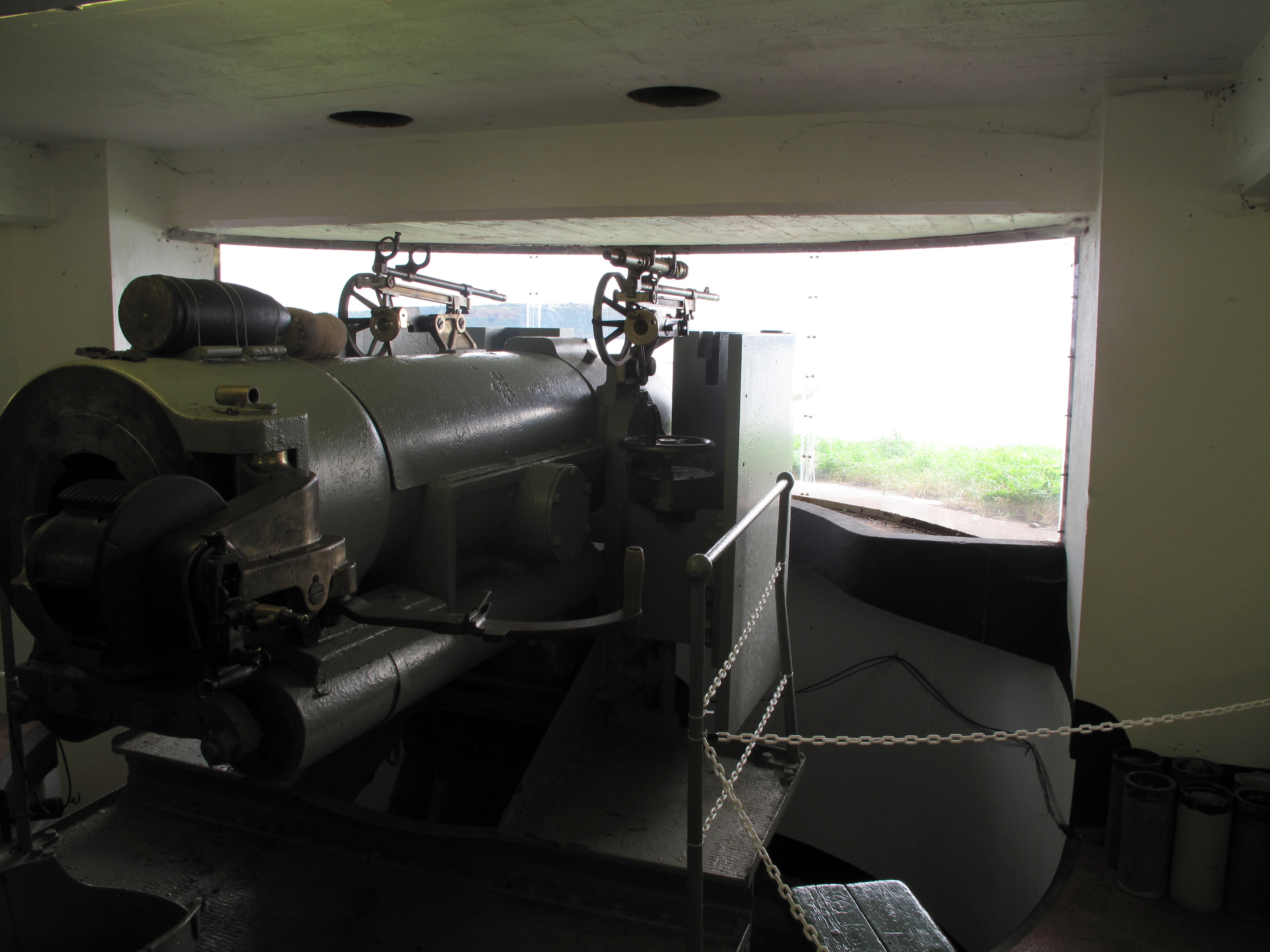
6-Inch Kasemattgeschütz von Fort Mitchel

Später diente das Fort als Gefängnis bzw. Zwischenstation für verurteilte Verbrecher, die auf Strafkolonien verbracht werden sollten. Durch seine Lage in der Bucht von Cork erhielt das Eiland bald die Bezeichnung "Irisches Alcatraz".
Im irischen Unabhängigkeitskrieg wurde das Fort als Garnison und Gefängnis genutzt. So war hier unter anderem der IRA-Kämpfer Richard Barrett (1889–1922) interniert, der 1921 allerdings von Spike flüchten konnte. Nach dem Anglo-Irischen Vertrag war das Eiland bis 1938 Teil des Treaty Ports von Cork. Im Zuge der Übereignung an den irischen Staat wurde das Fort nach dem irischen Freiheitskämpfer John Mitchel (1815–1875) benannt.
Seinen Status als Gefängnisinsel und militärischer Stützpunkt sollte Spike jedoch bis 2004 beibehalten. Mit der Schließung des Gefängnisses verließ auch die Zivilbevölkerung das Eiland und siedelte sich vornehmlich im nahen Cobh an.

## Tourismus

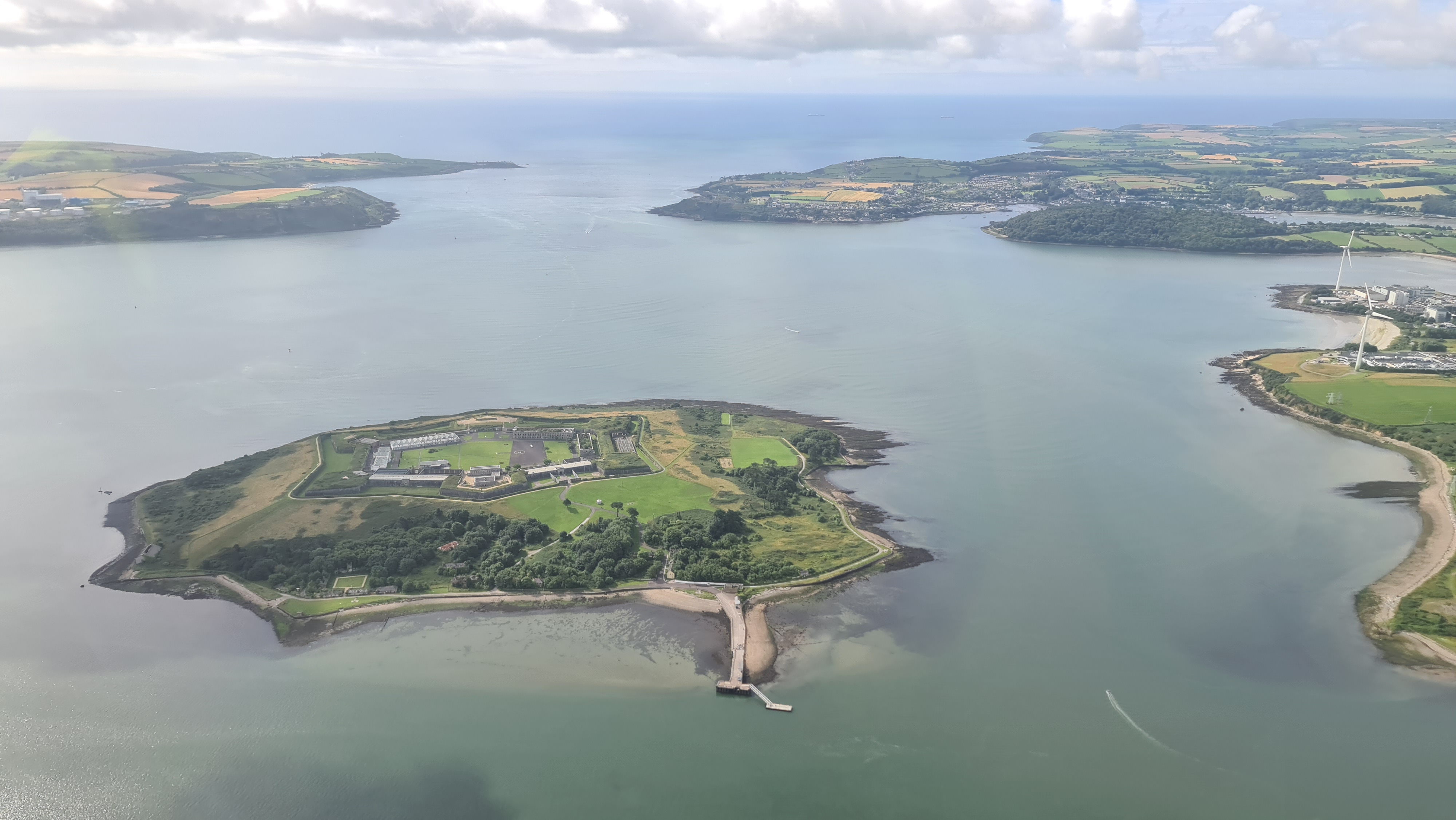
Spike Island, Co. Cork

2006 wurde vom irischen Justizminister Michael McDowell die mögliche Wiedereröffnung des Gefängniskomplexes in Aussicht gestellt. Ein Jahr später wurde jedoch nach eingehender Prüfung die Nutzung des Forts als Museum beschlossen. Dafür wurde Spike dem Cork County Council überschrieben, mit dessen Genehmigung heute geführte Touren auf der Insel veranstaltet werden können. So können heute die Kasematten des Forts, das Gefängnis und die ehemalige Besserungsanstalt besichtigt werden.

## Nachweise
1. ↑  Irish Independent – Plan to unlock potential of 'Ireland's Alcatraz' - 29 July 2009
2. ↑  BreakingNews.ie - Spike Island to become tourist attraction - July 28, 2009 (Memento des Originals vom 12. Juli 2010 im Internet Archive)  Info: Der Archivlink wurde automatisch eingesetzt und noch nicht geprüft. Bitte prüfe Original- und Archivlink gemäß Anleitung und entferne dann diesen Hinweis.